# Бои за Вировитицкий плацдарм
Бои за Ви́ровитицкий плацда́рм (сербохорв. Борбе за Вировитички мостобран / Borbe za Virovitički mostobran) — наступательные и оборонительные боевые действия 6-го Славонского, 10-го Загребского и 12-го Воеводинского корпусов, а с 1 января 1945 года — 3-й армии НОАЮ против немецких и усташско-домобранских частей 69-го и 91-го армейских корпусов соответственно групп армий «Ф» и «E» вермахта. Длились с 8 декабря 1944 года до 10 февраля 1945 года на территории Подравины, Мославины и Западной Славонии с центром в городе Вировитица.
В течение 64 дней Вировитицкий плацдарм сковывал значительные силы немецких и усташско-домобранских войск. Вместе с тем сил 6-го, 10-го и 12-го корпусов НОАЮ было недостаточно, чтобы достичь существенных оперативных целей, в первую очередь отвлечь на себя немецкие войска во время советско-югославского декабрьского наступления на Сремском фронте и тем самым позволить прорваться частям югославского 1-го Пролетарского и советского 68-го стрелкового корпусов в направлении Вуковара, Винковци и Брчко. Боевые действия 3-й армии также не могли облегчить положение югославской 1-й армии во время немецкой наступательной операции «Зимняя буря» в период 17—21 января 1945 года.
Одним из ключевых эпизодов боевых действий на плацдарме стал бой при Питомаче 26 декабря 1944 года, в котором большинство бойцов с обеих противоборствующих сторон были гражданами СССР.

## Предыстория

### Советские и югославские войска

#### Обстановка в районе военных действий к декабрю 1944 года
Во время наступления войск 3-го Украинского фронта в Южной Венгрии в ноябре 1944 года его левый фланг смыкался с правым флангом НОАЮ на Сремском фронте. В этой связи для советского командования было важным продолжение активных действий югославов в междуречье Дравы и Савы. Дальнейшее наступление 3-го Украинского фронта в северном направлении на Вену предполагало разделение флангов двух армий и ввод в образовавшийся разрыв частей 1-й Болгарской армии, пребывавшей на тот момент в состоянии формирования. Так как советский план операций предусматривал участие в боевых действиях войск трёх союзных вооружённых сил, Ставка Верховного Главнокомандования в ходе Батинской битвы поручила командующему 3-м Украинским фронтом маршалу Ф. И. Толбухину договориться с югославским и болгарским командованием о взаимодействии.

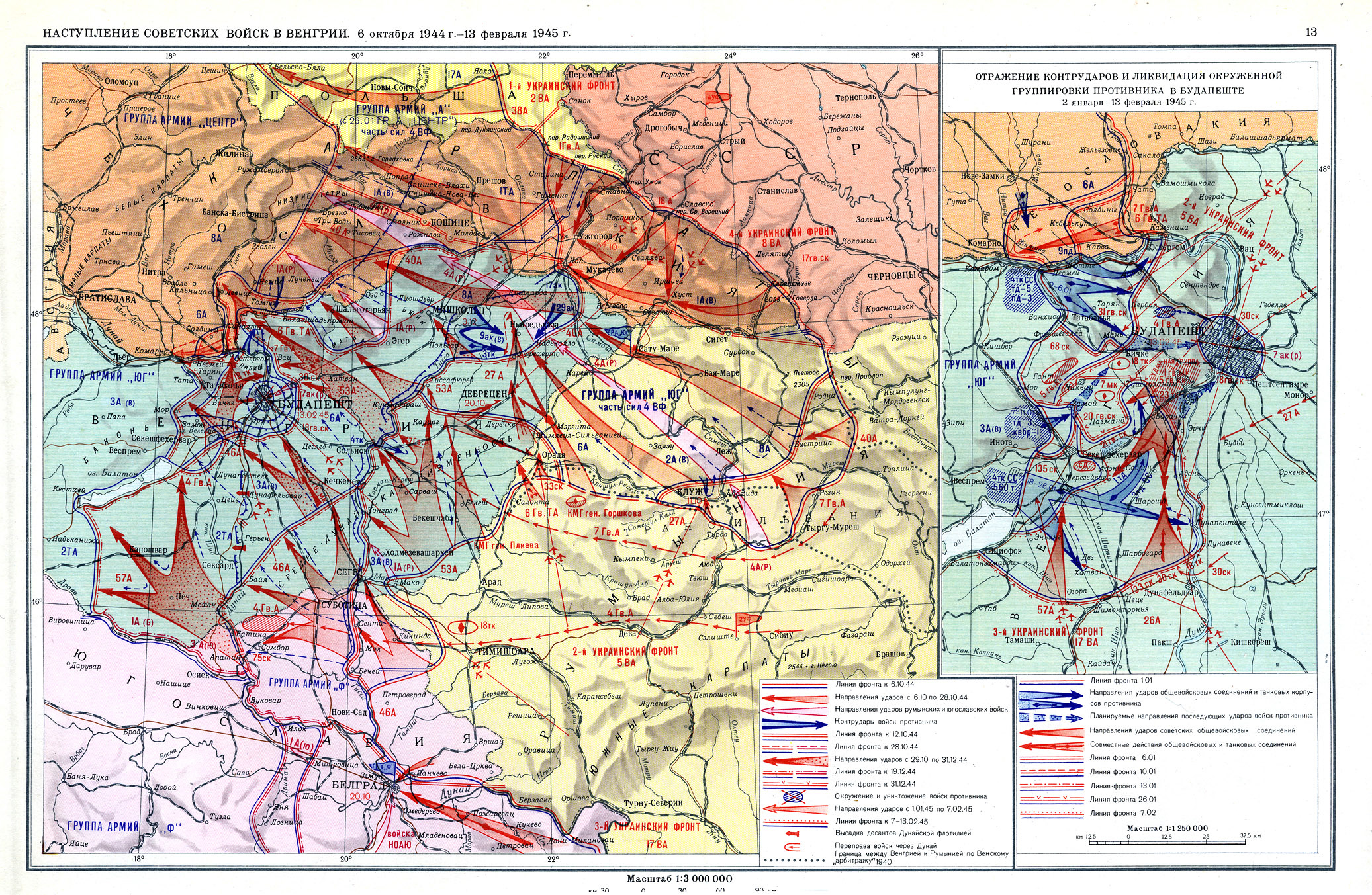
Наступление советских войск в Югославии и Венгрии, 6 октября 1944 — 18 февраля 1945 годов

В свою очередь, югославское командование было заинтересовано в использовании слабости положения немцев для освобождения Срема и Славонии. Оценивая военную ситуацию во второй половине ноября 1944 года, Верховный штаб НОАЮ пришёл к выводу, что настал удобный момент для прорыва Сремского фронта, овладения важными узлами немецкой обороны — городами Винковци и Осиек и соединения с войсками 6-го и 10-го корпусов, действующих в Славонии и Подравине. Эти намерения также отвечали стремлениям советской стороны оттеснить на запад немецкие позиции на Дунае и открыть снабжение войск 3-го Украинского фронта по этой реке. В период с 17 по 20 ноября командующий 3-м Украинским фронтом маршал Ф. И. Толбухин побывал в Белграде и Софии, где согласовал взаимодействие с югославскими и болгарскими войсками. В частности, югославская сторона обязалась наступать вдоль реки Сава в общем направлении на Загреб и до начала действий болгарской армии выделить армейский корпус, чтобы обеспечить левый фланг 57-й армии. Советское командование обещало до окончательного ухода последних частей Красной армии с югославских земель поддержать предстоящее наступление на Сремском фронте силами 68-го стрелкового корпуса 3-го Украинского фронта, 1-го гвардейского укрепрайона и Дунайской военной флотилии. Начало наступления было назначено на 3 декабря 1944 года.

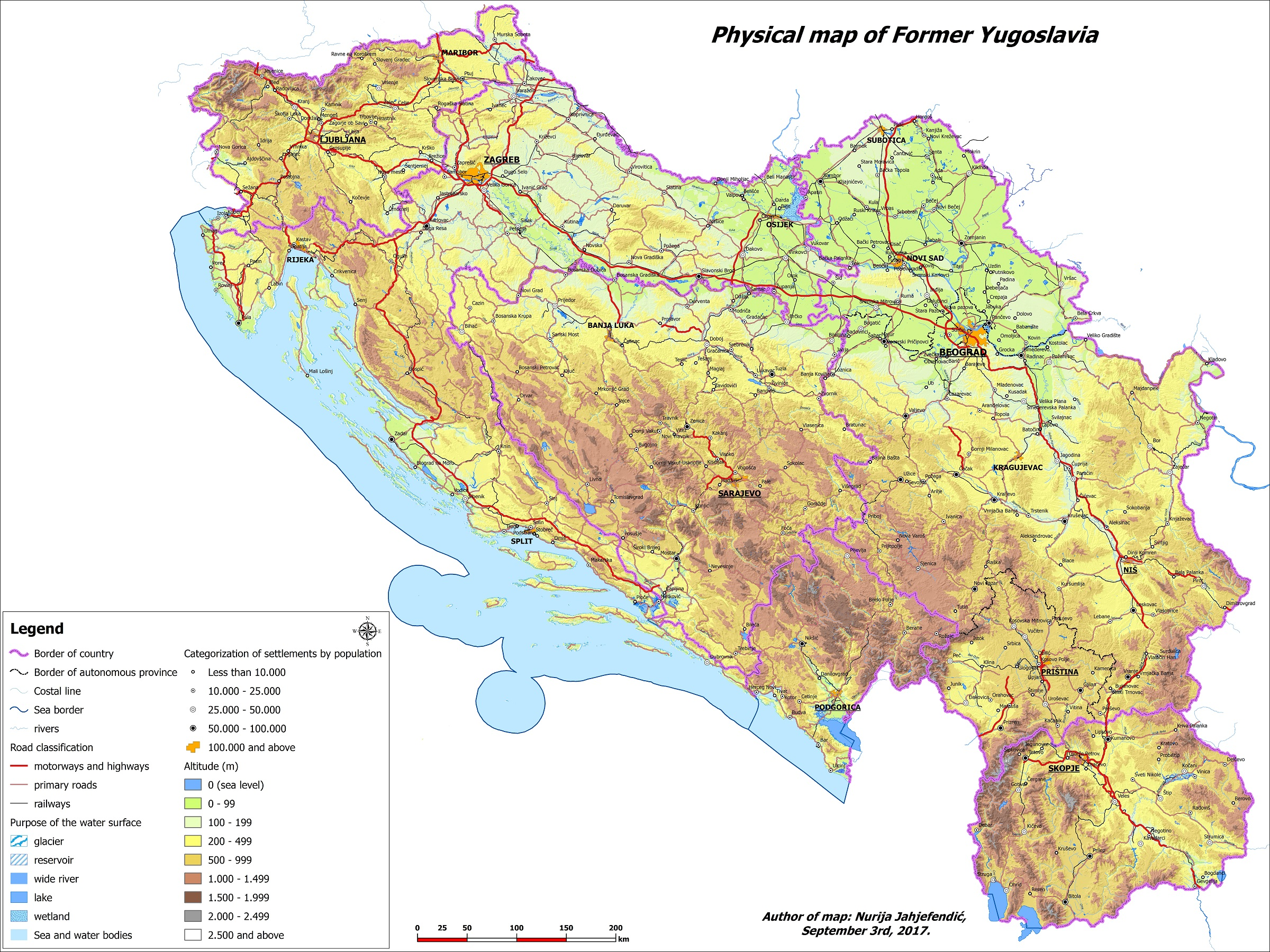
Физическая карта Югославии

План наступления предусматривал нанесение удара частями 68-го стрелкового корпуса по правому берегу Дуная в направлении Илок — Сотин — Вуковар — Осиек. 1-й Пролетарский корпус должен был действовать фронтально, наступая главными силами на направлении Ердевик — Шид — Винковци — Джяково — Нашице и во взаимодействии с частями 68-го стрелкового корпуса овладеть городом Осиек. Кроме 1-го Пролетарского корпуса Верховный штаб НОАЮ привлекал к операции войска главных штабов народно-освободительной армии и партизанских отрядов (НОАиПО) Воеводины и Хорватии.
Главному штабу НОАиПО Воеводины было поручено действовать тремя дивизиями (16-я, 36-я и 51-я) на Дунае и Драве, направляя удар в тыл и фланг немецких и усташско-домобранскихх частей на Сремском фронте. 6-му Славонскому корпусу Главного штаба НОАиПО Хорватии отводилась задача действовать в Восточной Славонии в непосредственном тылу у немцев, содействуя югославским и советскими войсками Сремского фронта в их продвижении в глубь территории противника.
Для выполнения вышеупомянутых задач 36-я дивизия сосредоточилась на левом берегу Дуная от Бачка-Паланки до Апатина, а 51-я дивизия, по завершении сражения за Баранью должна была занять позиции вверх по течению по левому берегу Дравы от её устья до старой югославско-венгерской границы и, форсировав Драву к северо-западу от Осиека, заблокировать неприятеля с тыла. Задача 16-й дивизии заключалась в том, чтобы опираясь слева на 51-ю дивизию и справа на советские части 57-й армии, наступать в направлении Бели-Манастир — Беременд — Шиклош и овладеть левым берегом реки Драва в секторе Фельше Сент-Мартон — Торьянци для последующих боевых действий в Подравине.
Начиная с 3 декабря, советские и югославские войска, преодолевая ожесточённое сопротивление немецко-усташско-домобранских войск, освободили Ердевик, Илок, Опатовац, Шид, Товарник и ещё ряд населённых пунктов, но были остановлены 7 декабря на линии Сотин — Оролик — Оток. Чтобы оттеснить немцев с указанного рубежа, командование НОАЮ и Красной армии высадили в ночь с 7 на 8 декабря в тылу противника десант через Дунай в районе Вуковара и продолжали атаки позиций противника у Берака, Грабова, Оролика, Слаковцев, Отока, Привлаки и Сотина.

#### Обстановка за линией фронта
За линией фронта в Славонии и Подравине 6-й Славонский и 10-й Загребский корпуса освободили к концу ноября значительную территорию, простиравшуюся вдоль правого берега реки Драва на восток от Вировитицы до села Подравска-Мославина и на северо-запад до окраин Копривницы. Войска НОАЮ контролировали города Дарувар, Джюрджевац, Пакрац, Подравска-Слатина, Славонска-Пожега и другие населённые пункты Даруварской и Пожегской котловин. На юге и западе освобождённые районы включали покрытые лесом цепи холмов и гор Крндия, Диль, Папук, Псунь и Било-Гору и пролегали вплоть до железнодорожной магистрали Белград — Загреб. После установления контроля над Подравиной соединения хорватских партизанских корпусов со второй половины ноября до начала декабря действовали на периметре освобождённой территории, прилагая усилия для её расширения на восток, юг и запад. 6-й Славонский корпус сосредоточил свои действия на направлении Восточной Славонии и оказывал давление на опорные пункты противника в Дони-Михоляце, Джюрдженоваце, Нашице, Джякове, Славонски-Броде, Нова-Градишке и Новской, чтобы с тыла содействовать частям 1-го Пролетарского корпуса на Сремском фронте и войскам 12-го Воеводинского корпуса в Баранье. 10-й Загребский корпус действовал на направлениях Копривницы, Крижевцив, Бьеловара, Кутины, Дуго-Села, Иванич-Града и Банова-Яруги. Были ликвидированы много форпостов и малых опорных пунктов. Партизаны нарушили, а в некоторых местах перекрыли движение на линиях коммуникаций между Дуго-Селом и Славонски-Бродом, а также с Бьеловаром и Копривницей. Вместе с тем, 6-му корпусу не удалась попытка овладеть Нашице и Джюрдженовацем, а 10-й корпус не смог в период 1—3 декабря взять Бьеловар.

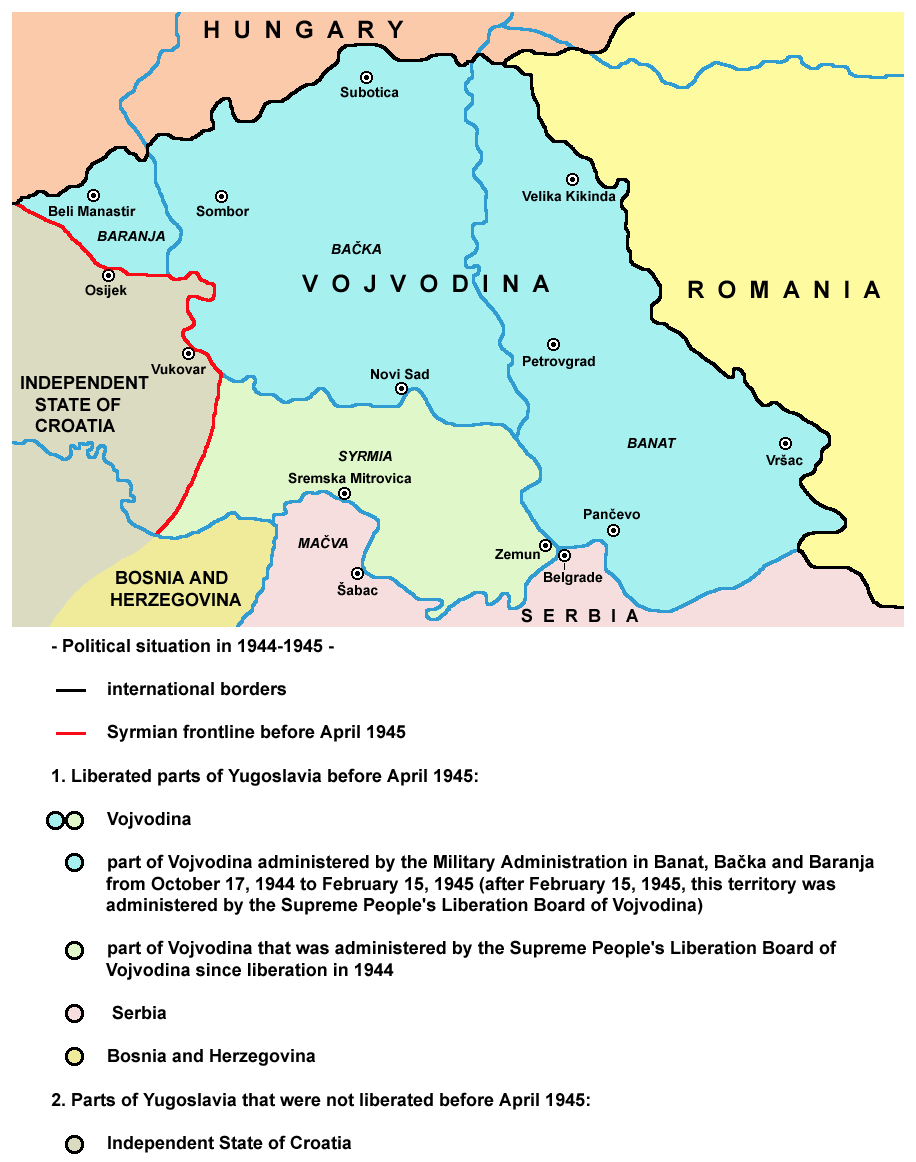
Сремский фронт (на карте выделен красной линией)

#### Образование Вировитицкого плацдарма
Тем временем после успешного завершения Батинской битвы войска 57-й армии 3-го Украинского фронта, наступая в ходе Апатин-Капошварской операции по территории Южной Венгрии, достигли 6 декабря 1944 года линии озеро Балатон — Барч, заняли этот город и левый берег Дравы, создав условия для соединения с частями 6-го и 10-го корпусов НОАЮ в районе города Вировитица.
На основании ранее достигнутого соглашения между Верховным штабом НОАЮ и командованием 3-го Украинского фронта, с целью обеспечения левого фланга советских войск и устойчивого сопряжения с частями 6-го и 10-го корпусов, начиная с 8 декабря на правый берег реки Драва были переправлены два полка (703-й и 734-й) 233-й Кременчугско-Знаменской стрелковой дивизии под командованием полковника Т. И. Сидоренко, усиленные 5-м и 23-м отдельными огнемётными батальонами, двумя дивизионами 684-го артиллерийского полка и взводом зенитно-пулемётной роты (все части из состава 57-й армии). Переправившиеся через реку части заняли позиции в районе Питомачи, Вировитицы и Сухополе в ожидании подхода югославских частей. С этого времени освобождённая территория с центром в Вировитице обрела значение оперативного плацдарма советско-югославских войск в Хорватии. За ней закрепилось название «Вировитицкий плацдарм».
Вслед за прибытием советских полков заместитель командующего 57-й армией и командование 10-го Загребского корпуса договорились, что югославская сторона двумя бригадами форсирует Драву и на левом её берегу освободит хорватское Прекодравле. Затем туда планировали перебросить с плацдарма один полк 233-й дивизии для удара с тыла по немецкой обороне в районе венгерского Визвара. После потери Прекодравля, Визвара и Белавара немцам пришлось бы отойти на резервную линию обороны в район Дьэкеньэша. Это создало бы предпосылки для продвижения партизан в направлении верхней Подравины, Меджимурья и Хорватского Загорья.

### Немецко-усташско-домобранские войска
Для главнокомандующего силами вермахта на Юго-Востоке генерал-фельдмаршала Вейхса следствием успешного наступления советских войск на юге Венгрии явилось образование в течение двух недель на севере его района оперативной ответственности нового 150-километрового фронта. В этой ситуации на изменение обстановки германское командование смогло реагировать только реорганизацией командной структуры. 1 декабря 1944 года для обеспечения единого руководства и по согласованию с ОКВ, немецкая 2-я танковая армия со всеми соединениями и частями, расположенными севернее реки Драва, была подчинена группе армий «Юг». К вечеру того же дня командование группы армий «Ф» передало группе армий «E» ответственность за оборону участка фронта 2-й танковой армии на Дунае и Драве. 2 декабря 1944 года переподчинили группе армий «Е» ранее подчинённые командующему группой армий «Ф» и дислоцированные в Хорватии корпуса, за исключением 69-го армейского корпуса особого назначения. По оценке историка Клауса Шмидера, влияние этих преобразований на положение фронтов равнялось нулю. 3 декабря советско-югославское наступление на Сремском фронте сделало его главным театром военных действий на Юго-Востоке. Момент для наступления был выбран удачно. Из-за прорыва 57-й армии у Батины и Апатина из состава боевой корпусной группы «Кюблер», удерживавшей Сремский фронт, в ноябре были изъяты и переброшены в Южную Венгрию 1-я горнопехотная дивизия и ряд других воинских частей. 118-я пехотная дивизия, за исключением трёх батальонов, состояла из временно подчинённых ей немецких и усташско-домобранских подразделений, а 7-я горнопехотная дивизия СС в это время ещё пробивалась через Восточную Боснию на север в районе Дрины.
Согласно оценке немецкого командования, по мере укрепления положения советских войск в Венгрии усиливалась угроза их наступления на Загреб, которое привело бы к окружению почти всех сил групп армий «Е» и «Ф». В это время главнокомандующему на Юго-Востоке не были известны намерения советских и югославских войск. Прогнозировались два варианта развития событий. Согласно первому, целью высадки югославских и советских войск на правый берег Дравы могла быть подготовка удара в направлении Сремского фронта (что было правдой). Второй вариант предполагал наступление на Сисак — Загреб. К 10 декабря советскому 68-му корпусу и частям югославской армии удалось оттеснить немцев на многих участках Сремского фронта и форсировать в нескольких местах Драву. Самым досаждающим для немцев стало образование Вировитицкого плацдарма советско-югославских войск, создавшее потенциальную угрозу окружения южного фланга 2-й танковой армии. В распоряжении фельдмаршала Вейхса для нейтрализации возникшей опасности имелась на тот момент только бригада 1-й казачьей дивизии СС. В своём дневнике главнокомандующий на Юго-Востоке оставил 10 декабря 1944 года следующую запись: «В настоящее время там угрозы нет, но этот участок реки, который долгое время не защищался и за которым следит только слабая и ненадёжная полиция, представляет постоянную опасность. Поэтому (наши) усилия должны заключаться в том, чтобы вводить туда всё больше и больше войск». В тот же день, 10 декабря 1944 года, отдел генштаба «Иностранные армии Востока» (нем. Fremde Heere Ost, далее аналитический отдел) в своей оценке оперативного положения отметил: «…активность противника на Дравском фронте и концентрация бандформирований (партизан) южнее отрезка Осиек — Барч позволяют прогнозировать, что противник попытается ограниченными силами занять плацдармы на правом берегу Дравы». С учётом имеющихся сил, непосредственно против переправившихся на правый берег Дравы полков 233-й стрелковой дивизии и действующих у Вировитицы частей 10-го Загребского корпуса немцы сосредоточили в районе Копривницы в дополнение к расположенным здесь усташско-домобранским войскам 2-ю бригаду 1-й казачьей дивизии и боевую группу «Энгельбрехт» (боевая группа майора Энгельбрехта, численностью до одного полка).

## Оперативное значение плацдарма
На фоне советско-югославского наступления в Среме к 10 декабря 1944 года частям НОАЮ при поддержке советских подразделений удалось создать несколько плацдармов на правом берегу реки Драва. По оценке немецкого историка Карла Хниликка, наиболее тревожным стало вторжение частей 57-й армии на северном фланге группы армий «Ф» у города Барч, так как этот плацдарм создавал для 2-й танковой армии угрозу окружения её южного фланга. 6-й Славонский корпус НОАЮ действовал на пространстве между городами Осиек, Джяково и Винковци и прочно блокировал Нашице и Джяково. Войска 6-го корпуса от 1-го Пролетарского корпуса на Сремском фронте отделял лишь 30-километровый коридор, удерживаемый немцами. С учётом крайне ограниченных резервов группы армий «Ф» и «Е», возможное усиление советско-югославской военной группировки на Вировитицком плацдарме ставило бы под угрозу поражения силы немцев в Славонии и открывало бы дорогу на Загреб.
Для возможного наступления на Загреб важное логистическое значение имели вировитицкий транспортный узел и мостовая переправа через Драву у города Барч, соединяющая венгерский и хорватский участки дороги Печ — Сигетвар — Барч — Вировитица — Лозан — Стари-Градац — Питомача — Клоштар — Джюрджевац — Копривница — Дуго-Село — Загреб. Кроме этого, через Вировитицу в Загреб пролегала ещё одна дорога через Дарувар, Пакрац и Иванич-Град.
На момент создания плацдарма, вблизи Вировитицы, кроме бригады 1-й казачьей кавалерийской дивизии, сформированной в основном из бывших советских граждан — казаков, перешедших на сторону Третьего рейха, в распоряжении главнокомандующего на Юго-Востоке других сил не было. Пополнение могло поступить только за счёт частей группы армий «Е», отступающих из Греции и южных районов Югославии. Для их переброски требовалось время.
Немцы внимательно следили за передвижениями подразделений НОАЮ, оценивая их намерения. Последует ли удар в направлении Загреба — этот вопрос для немецкого командования оставался открытым до середины декабря, после чего обстановка слегка разрядилась. К этому времени немцам стало очевидным, что основной целью Красной армии является продвижение через Венгрию на Вену.

## Этапы боевых действий на плацдарме
Бои за Вировитицкий плацдарм начались 10 декабря 1944 года наступлением частей 1-й казачьей дивизии немецкого 69-го армейского корпуса на части 32-й дивизии 10-го Загребского корпуса в районе Копривницы, а также атаками 16-й дивизии 12-го Воеводинского корпуса на опорные пункты усташей и домобран в сёлах Подравска-Мославина и Вильево. С учётом характера боевых действий, а также целей и задач противоборствующих сторон, весь период боёв можно разделить на два основных этапа.
Первый этап — с 10 декабря 1944 года по 26 января 1945 года — включает действия войск НОАЮ, направленные на расширение Вировитицкого плацдарма, а также оборонительные действия против группировок немецких и усташско-домобранских сил, стремившихся ликвидировать плацдарм. В свою очередь немецкое командование накапливало силы для ликвидации плацдарма.
Второй этап — 6—10 февраля 1945 года — охватывает боевые действия во время немецкой наступательной операции «Оборотень» (нем. Werwolf).
На первом этапе боевых действий плацдарм поначалу делился на два сектора: восточный и западный. С января 1945 года сформировался южный сектор плацдарма. Бои на западном секторе начались 10 декабря 1944, на восточном 12 декабря 1944 года и на южном — 10 января 1945 года. Первоначально они были наиболее интенсивными на западном секторе, затем на южном и, на заключительном 2-м этапе, на восточном секторе.

## Боевые действия в декабре 1944 года
8 декабря Главный штаб НОАиПО Воеводины отдал приказ 16-й дивизии переправиться через Драву в Подравину, занять село Подравска-Мославина и развернуть наступление на Дони-Михоляц. Одновременно с переправой 16-й дивизии на правый берег Дравы аналогичную операцию предприняла 51-я дивизия 9/10 декабря в районе Осиека силами своих 7-й и 8-й бригад. Однако, в то время как 16-я дивизия перешла реку Драва и начала ожесточённые бои в районе Мославины, подразделения 51-й дивизии не смогли закрепиться на правом берегу Дравы. Дальнейшие попытки форсирования реки были приостановлены и 51-й дивизии было приказано занять оборону по левому берегу реки от югославско-венгерской границы до её устья на Дунае.
Прибытие Красной армии на плацдарм подняло боевой дух югославов, а предложение русских о проведении операции в Прекодравле явилось заманчивым для командования 10-го Загребского корпуса из-за перспективы проведения мобилизации на освобождённой территории и создания новой дивизии НОАЮ. В штабе корпуса понимали и риски предприятия. Недоставало данных о противнике. Предназначенные к форсированию Дравы части 32-й дивизии 5 декабря были отведены на отдых и пополнение. Офицеры штаба отдавали себе отчёт, что несколько дней подготовки позволили бы собрать больше сведений о неприятеле, но опасались упустить время. К тому же от стрелкового полка Красной армии поступило предложение о поддержке пятью 76-мм орудиями и пятью 120-мм миномётами. Поэтому было решено рискнуть и начать неотложно, чтобы не дать противнику предпринять контрмеры. Позднее в штабе корпуса признают ошибочность их решения и недостаточность сил для операции в Прекодравле, но тогда, в ночь с 9 на 10 декабря, бригады «Миховил Павлек Мишкина» и «Брача Радич» из состава 32-й Загорской дивизии переправились на левый берег Дравы севернее Джюрджеваца и приступили к ликвидации опорных пунктов усташей в сёлах Репаш, Ждала и Гола с целью выхода в тыл немецких частей, противостоящих советским войскам у Визвара. К 12 декабря первые два населённых пункта были взяты, однако завершить задачу не удалось.
10 декабря закончился неудачей советско-югославский Вуковарский десант на Сремском фронте. В тот же день, 10 декабря, на западном секторе Вировитицкого плацдарма немцы предприняли из района Крижевцев наступление на Копривницу силами 2-й бригады 1-й казачьей дивизии СС. Целью операции являлось последующее овладение плацдармом для пресечения возможного глубокого советско-югославского прорыва в тыл немецких войск Сремского фронта. После двухдневного боя с 1-й Загорской бригадой превосходящие силы казаков деблокировали Копривницу и соединились с расположенной здесь усташской 5-й оперативной бригадой (хорв. V. stajaći djelatni zdrug).
13 декабря эсэсовцы атаковали партизанскую бригаду «Матия Губец», которая обеспечивала левый фланг ослабленной десантом в Прекодравле 32-й дивизии, и вынудили её 14 декабря оставить Джюрджевац. Чтобы избежать окружения, отступили с левого берега Дравы и бригады «Миховил Павлек Мишкина» и «Брача Радич».
В течение 14—20 декабря противник преодолел сопротивление 32-й дивизии и принудил её к отступлению. Особенно тяжёлым для партизан был бой 20 декабря за Клоштар, где погибли 106 бойцов 32-й дивизии, были ранены 83 человека, ещё 12 пропали без вести. Потери понёс командный состав: был убит командир бригады «Матия Губец» Степан Дошен, ранен командир бригады «Брача Радич» Иван Вулич и командиры всех трёх батальонов этой бригады, комиссар бригады и политработники 2 батальонов бригады «Миховил Павлек Мишкина».
Тем временем командир 1-й казачьей дивизии генерал-лейтенант фон Паннвиц, прибывший в бригаду не позднее 20—21 декабря, на основании добытых разведывательных сведений принял решение атаковать советские позиции в Питомаче с последующим продвижением к Вировитице и Барчу, не дожидаясь усиления противника.
Операция по овладению Питомачей проводилась боевой группой «Аулеб» в составе 2-й казачьей Кавказской бригады (3-й Кубанский, 5-й Донской, 6-й Терский полки), 20-го полка хорватской 1-й ударной дивизии, усташей 1-го полка бригады охраны поглавника и подразделений 5-й усташской бригады общей численностью около 10 тысяч человек. Руководство операцией осуществлял командир 69-го армейского корпуса генерал пехоты Хельге Аулеб.
26 декабря эти силы перешли в наступление на направлениях Копривница — Джюрджевац — Питомача — Вировитица и Бьеловар — Шандровац — Отрованец — Турнашица — Вукосавлевица — Шпишич-Буковица. Сперва началась вспомогательная отвлекающая и сковывающая атака подразделениями усташей против 1-й Загорской бригады в районе Козареваца. Затем в 7 часов 30 минут был нанесён основной удар по позициям советского 703-го стрелкового полка в Питомаче силами 2-й казачьей бригады при поддержке четырёх миномётных и трёх артиллерийских батарей. Во втором эшелоне находился 20-й полк 1-й ударной дивизии. Всего в бой было введено до 6 тысяч человек. Скрытности сосредоточения наступающих способствовал густой предрассветный туман. Бой с казаками, атаковавшими с криком «ура» по трём направлениям, длился весь день. К 17 часам, смяв оборонительные позиции 703-го полка и 684-го артиллерийского полка на окраинах, казаки ворвались в Питомачу, где завязались ожесточённые бои с красноармейцами, продолжавшиеся до 21 часа. После этого подразделения обоих полков мелкими группами начали отход на восток. При этом подполковник М. Д. Шумилин распорядился расстрелять всех пленных казаков (около 60 человек), которые были взяты в плен утром того же дня. Из-за неудачно выбранной диспозиции советских частей (дистанция между штабом дивизии, при котором располагался резерв, и передовыми позициями обороняющихся составляла около 25 километров), помощь, направленная из Вировитицы, подошла поздно — только к 22 часам резервный 734-й стрелковый полк прибыл на место боя и контратакой выбил наступающих из населённого пункта Стари-Градац. Дальнейшее его продвижение к Питомаче было приостановлено по приказу командира 233-й дивизии — полк перешёл к обороне. На следующий день генерал Паннвиц произвёл многочисленные награждения отличившихся казаков в захваченной Питомаче. Успешный для вермахта бой был упомянут в сводке ОКВ.
Относительно потерь советской стороны в ходе боя в Питомаче приводятся различные данные. Историк С. И. Дробязко писал, опираясь на данные Центрального архива министерства обороны РФ в Подольске, что на поле боя осталось 205 убитых красноармейцев, 145 попали в плен. В качестве трофеев наступающим достались 29 орудий, 6 миномётов, 149 огнемётов, 13 противотанковых ружей, 42 пулемёта, стрелковое оружие, много автомашин, боеприпасов и других материалов. По данным историка К. М. Александрова, в ходе боя за Питомачу безвозвратные потери 233-й дивизии безусловно превысили 200 человек, 703-й и 684-й полки лишились 2/3 материальной части. Боснийский историк Гай Трифкович сообщает о 343 убитых, раненых и пропавших без вести солдатах. Сильнее всего пострадал 23-й отдельный огнемётный батальон, потери которого составили почти половину его личного состава (113 из 280 человек) и 155 из 160 огнемётов. Историки сходятся во мнении, что советским частям в этом бою было нанесено сильное поражение. Тем не менее, по мнению Александрова, о разгроме 233-й стрелковой дивизии, как это утверждают немецкие исследователи, говорить нельзя: 734-й полк 26 декабря понёс минимальные потери, а 572-й вообще в бою не участвовал. Наиболее вероятные общие потери 2-й конной Кавказской бригады 1-й казачьей дивизии СС за 26 декабря составили от 500 до 600 человек.
Историк Н. Д. Толстой назвал этот бой между противостоящими друг другу воинскими подразделениями, укомплектованными почти полностью гражданами СССР, «последней битвой Гражданской войны». Историк А. Ю. Тимофеев считает спорным название, данное Толстым, признавая более уместным определение, данное К. М. Александровым — «трагедия на Драве».
27 декабря линия фронта на направлении Питомача — Вировитица была стабилизирована. 233-я стрелковая дивизия, потерявшая 7 % личного состава и почти половину артиллерии, сосредоточилась на укреплении своей линии обороны. Из-за сложной ситуации в 32-й дивизии штаб 10-го корпуса перебросил в конце декабря в район Вировитицы 33-ю дивизию (без 1-й бригады), с задачей действовать против фланга противника.
На восточном секторе плацдарма части 16-й дивизии 12-го Воеводинского корпуса форсировали 9—10 декабря реку Драва, заняли посёлок Чаджавица и до 13 декабря вели бои за Подравска-Мославину и Вильево, пытаясь продвинуться на направлении к Дони-Михоляцу. Не достигнув успеха, 1-я и 2-я бригады 16-й дивизии перешли 17 декабря к обороне на линии Чаджавица — Адольфово-Село — Доне-Базие — Добрович — Чачинци и здесь до 22 декабря установилось относительное затишье.
12—13 декабря части 40-й и 12-й Славонских дивизий начали активные боевые действия на направлении между Нашице и Осиеком, уничтожая гарнизоны опорных пунктов противника или оттесняя их к Нашице. Вировитицкая бригада 40-й дивизии пресекла линию коммуникации между Нашице и Осиеком. 16-я Молодёжная бригада вышла в район Валпова, стремясь на соединение с частями 12-го корпуса, движущимися из Бараньи. 18-я бригада блокировала пути, ведущие из Нашице в район горы Папук. 12-я Славонская дивизия атаковала усташско-домобранские гарнизоны на линиях коммуникации между Осиеком и Джяковом, а также Нашице и Джяковом. 12-я Славонская бригада разбила и частью пленила гарнизон опорного пункта на пустоши Штросмаероваца около Джякова. 14 декабря Осиекская ударная бригада штурмовала Широко-Поле. Гарнизон посёлка был уже на грани уничтожения, однако немцы вовремя подтянули сюда подкрепление с танками и отбили натиск партизан. В ходе боя большие потери понёс советский 4-й батальон Осиекской бригады. После этого 12-я Славонская дивизия частью сил взяла под контроль обширный район вокруг села Леваньска-Варош, а другой частью перешла в район Плетерницы и Славонска-Пожеги.
Так, с момента создания Вировитицкого плацдарма части НОАЮ вели боевые действия на Дравском фронте и в тылу Сремского фронта с целью содействия войскам 1-го Пролетарского и 68-го стрелкового корпусов в прорыве линии обороны противника. Однако все атаки этого периода велись ограниченными силами, были рассредоточены на широком пространстве и не синхронизировались с действиями на Сремском фронте. Кроме того партизанские корпуса должны были защищать большую освобождённую территорию и держать часть своих подразделений на угрожаемых направлениях, поэтому 6-й и 10-й корпуса не смогли отвлечь силы немцев из Срема. Тем временем, советско-югославское наступление на Сремском фронте не привело к успеху и было остановлено 15 декабря из-за усталости войск и высоких потерь. Новое совместное наступление не последовало и 16 декабря началась постепенная переброска советских войск в Венгрию. В то же время все отступающие из Греции части группы армий «Е» задействовались в интересах укрепления Дравского фронта. Во второй половине декабря немцам удалось подтянуть из Восточной Боснии в район Нашице — Дони-Михоляц — Осиек — Вуковар — Винковци — Рачиновци — Славонски-Брод — Джяково дополнительные силы пехоты и танков.
23 декабря подразделения СС и 15-й усташский батальон нанесли удары из Джякова по Осиекской и 12-й Славонской пролетарской бригадам 12-й Славонской дивизии, занимавшим позиции вокруг населённого пункта Леваньска-Варош. Ожесточённые бои, отмеченные потерями с обеих сторон, длились пять дней. 28 декабря немцы при поддержке танков вытеснили обороняющиеся югославские бригады из села. В то же время значительные силы неприятеля начали наступление с направления Нова-Капела — Плетерница, стремясь выйти в тыл 12-й дивизии. Ввиду новой угрозы командование корпуса отвело дивизию на более удобные позиции к северу от дороги Леваньска-Варош — Плетерница. В этих условиях немцы прекратили атаки.
Бои за Леваньска-Варош стали последними в составе НОАЮ для большей части бойцов советского батальона Осиекской бригады. По приказу 6-го корпуса с 29 декабря начался процесс перехода советских граждан — бойцов бригады в расположение частей Красной армии на Вировитицком плацдарме.

## Боевые действия в январе 1945 года
По приказу Верховного штаба НОАЮ, 1 января 1945 года была создана 3-я армия в составе 6-го Славонского, 10-го Загребского и 12-го Воеводинского корпусов, численностью 49 394 человека. Теперь боевыми действиями на плацдарме руководил штаб 3-й армии, имевший командные пункты в Барче и Вировитице. Тогда же был дан приказ перебросить 40-ю дивизию 6-го корпуса из района Нашице в район Вировитицы для укрепления западного сектора. 10-й корпус переместил сюда же две бригады из Мославины и района Бьеловара. Советско-югославские войска на плацдарме составляли 16-я Воеводинская дивизия 12-го корпуса, 12-я и 40-я дивизии 6-го Славонского корпуса, соединения 10-го Загребского корпуса и два полка 233-й стрелковой дивизии РККА.
С началом января 1945 года немцы снова попытались овладеть Вировитицей. 2 января противник предпринял после артподготовки атаку на позиции в селе Шпишич-Буковица и овладел ими, угрожая теперь непосредственно городу Вировитица. В этих условиях 32-я, 33-я дивизии и части 40-й дивизии совместно со штрафными ротами 233-й стрелковой дивизии нанесли 3 января контрудар по противнику и отбросили его к населённым пунктам Отрованец и Питомача. 5 января казаки силами до одного полка снова контратаковали и овладели селом Лозан, однако в этот же день были выбиты из него силами боевого охранения 233-й дивизии, поддержанного артиллерийским и миномётным огнём, а также ударом частей НОАЮ в северном направления во фланг наступающего противника. После этого, до 7 января здесь установилось относительное затишье.
Верховного Главнокомандующего НОАЮ маршала И. Броза Тито не удовлетворяло развитие ситуации на Драве. 6 января 1945 года Тито издал приказ штабу 3-й армии, который гласил: «В Среме противник ведёт сильное контрнаступление, вбивая клин в наши позиции на направлении Оток — Ниемци. Враг задержан. Вероятная цель этой вражеской контратаки состоит в нашем сдерживании, привязке наших сил к этому сектору и отвлечении нашего внимания от Подравины, где основная активность противника сосредоточена на ликвидации наших плацдармов на правом берегу Дравы. Позаботьтесь об этом». В ответ на приказ в ночь с 7 на 8 января партизанские войска предприняли наступление с целью овладения Питомачей. Ожесточённые бои шли два дня, но успеха не принесли. Оценочные общие потери немецкой стороны составили около 300 человек выбывшими из строя. В частях 6-го и 10-го корпусов были убиты 36 человек и 255 ранены.
На восточном секторе плацдарма с началом января 1945 года противник предпринял попытки прорыва к Подравска-Слатине через оборону 16-й Воеводинской дивизии силами усташско-домобранских частей, подразделений немецкой 11-й авиаполевой дивизии и боевой группы «Фишер» (по имени генерал-майора Адольфа Фишера), расположенных в Джюрдженоваце, Подравска-Мославине, Вильеве и Дони-Михоляце. Первая атака 3 января была отбита. 5 января, сосредоточив силы в районе Подравска-Мославины, неприятель при поддержке около 15 танков атаковал 16-ю дивизию у села Чаджавица. Ночью ему удалось овладеть Новодравским каналом и 6 января прорваться в центр Чаджавицы. Однако дальше развить успех немцам не довелось. 7 января контратакой 16-й дивизии у Чаджавицы и 12-й Славонской дивизии у Трнавы к западу от Джяково противник был отброшен на Новодравский канал.
После неудавшихся попыток ликвидировать плацдарм с запада и востока, немцы приступили к подготовке концентрического удара по Вировитице из Питомачи и с юга из районов Банова-Яруги и Бьеловара. Видя концентрацию сил противника, штаб 10 корпуса отдал приказ держать оборону, чтобы выиграть время и дождаться прибытия на плацдарм частей 12-го корпуса из Венгрии.
Тем временем командование 69-го армейского корпуса особого назначения завершило сосредоточение двух бригад 1-й казачьей дивизии, 69-го разведывательного батальона, боевой полковой группы «Энгельбрехт», хорватской 1-й ударной дивизии и одного полка бригады охраны поглавника и 10 января начало наступление этих сил в направлении Гарешницы и Трновитицы. В первый день противник потеснил части 10 корпуса и занял населённые пункты Мали-Зденци и Павловац, а на следующий день без боя овладел Велики-Грджевацем и Велика-Писаницей. Используя превосходство в силах и рассредоточенность частей 10-го корпуса немцы вскоре заняли Грубишно-Поле и Зринску. 14 и 15 января в результате ожесточённых боёв, переходящих местами в рукопашные схватки, неприятель овладел Вукосавлевицей, Велико-Брдо и Гарешницей.
Такое развитие событий не осталось без реакции Верховного главнокомандующего маршала Тито. Особенно он был недоволен медленным задействованием на плацдарме частей 12-го корпуса. Немецкий прорыв у Велика-Писаницы он счёл очень опасным. 14 января Тито отдал приказ штабу 3-й армии следующего содержания: «Как можно скорее и без задержек начните переброску ваших дивизий на правый берег Дравы. Вы уже опоздали. По сути, глубокий вражеский прорыв из Банова-Яруги и Бьеловара в районе Велика-Писаницы является следствием этой задержки. Имейте ввиду, что противник не остановится на этом успехе и, вероятно, из района Писаница — Павловац, одновременно с возобновлением атак из Питомачи и Мославины предпримет новое концентрическое наступление на наш плацдарм „Вировитица — Подравска-Слатина“ с целью его ликвидации. Поэтому в сложившейся ситуации необходимо в срочном порядке перебросить ваши силы на правый берег Дравы. Чтобы ускорить эту переброску, попросить помощи у русских для переправы через реку. Срочно сообщите о сроках завершения переброски».
Для укрепления сил НОАЮ на плацдарме 36-я и 51-я дивизии 12-го корпуса сдали 11—13 января свои позиции на Дравском фронте частям болгарских 11-й и 12-й дивизий, совершили марш к городу Барч и переправились на славонскую сторону. 36-я дивизия сменила 33-ю дивизию 10-го корпуса у Шпишич-Буковицы. 51-я дивизия 20 января приняла позиции у Подравска-Слатины, ранее занимаемые частями 16-й дивизии. По состоянию на 20 января на западном секторе плацдарма в районе Вировитицы были сосредоточены 36-я дивизия 12-го корпуса, 40-я Славонская дивизия и 12-я бригада 12-й Славонской дивизии 6-го корпуса, а также 32-я и 33-я дивизии 10-го корпуса. На восточном секторе на направлении упорно обороняемой немцами Чаджавицы располагались 16-я и 51-я дивизии 12-го корпуса. 6-й Славонский корпус (без 40-й дивизии и 12-й бригады) защищал самый уязвимый участок между западным и восточным секторами плацдарма.
Пока происходила переброска на плацдарм 36-й и 51-й Воеводинских дивизий, И. Броз Тито получил 15 января 1945 года депешу руководителя югославской военной миссии в Лондоне Владимира Велебита о поступившем «через французов» (военную миссию Тито во Франции) предложении Анте Павелича «напасть на немецкие гарнизоны в Хорватии, если им поможет Красная Армия на Драве и силы НОАЮ в Славонии». Инициатива вождя усташей объяснялась желанием сберечь хорватский народ. Верховный главнокомандующий НОАЮ информировал о данном факте исполняющего обязанности руководителя советской миссии генерала Лотоцкого и выразил мнение «о целесообразности использовать 150-тысячную армию НГХ для борьбы против немцев, но, не заключая никакого соглашения с Павеличем». В свою очередь нарком иностранных дел СССР Молотов в шифротелеграмме от 17 января 1945 года сообщил Тито о поддержке предложения об использовании Павелича и его войск. Вместе с тем инициатива главы НГХ осталась нереализованной.
Из-за угрожающей ситуации на Сремском фронте, где четыре немецкие дивизии при поддержке танков прорвали 17 января позиции 1-й армии на направлении Сотин — Товарник, Верховный штаб НОАЮ приказал 18 января штабу 3-й армии предпринять силами 16-й и 51-й дивизий наступательные действия против Нашице и Дони-Михоляца. На следующий день Верховный штаб повторно распорядился оказать как можно более сильное давление на Нашице и Дони-Михоляц, а на бьеловарском и питомачском направлениях оставить меньшие силы 10-го и 6-го корпусов. Исполняя указание, штаб 3-й армии отдал 19 января приказ 16-й и 51-й дивизиям атаковать противника в Чаджавице и овладеть левым берегом Новодравского канала. В это время 6-й корпус (без 40-й дивизии) должен был блокировать направления из Нашице и Джюрдженоваца к Феричанцам и Зденцам и взаимодействовать с 51-й и 16-й дивизией. 32-й и 33-й дивизиям 10-го корпуса, 40-й дивизии 6-го корпуса и 36-й дивизии 12-го корпуса была поставлена задача развернуть наступательные действия в районе Копривницы и Бьеловара. В ходе боёв в период с 20 января до конца месяца части 10-го корпуса отбросили противника к Питомаче, Гарешнице и Велики-Грджевацу, а 16-я и 51-я дивизии вели 20—21 января при неблагоприятных погодных условиях тяжёлые, но безуспешные бои около Чаджавицы и на Новодравском канале. Глубокий снег и низкие температуры (до −25 °C) очень осложняли действия партизан. В боях 20 и 21 января за Адольфово-Село 7-я Воеводинская бригада утратила 63 человека убитыми, 254 ранеными и 34 обмороженными. В 8-й бригаде во время штурма Суха-Млаки погибли 38 человек, 117 были ранены и 10 пропали без вести. Большие потери понесла за два дня и 16-я дивизия, где погибли 51 человек и 211 были ранены.
В то же время из-за обострения обстановки на фронте у озера Балатон 703-й и 734-й полки 233-й дивизии, удерживавшие позиции у Вировитицы с 10 декабря 1944 года, сдали 20 января рубеж обороны частям НОАЮ, перешли на левый берег Дравы и начали сосредоточение в полосе обороны 57-й армии в районе станции Сулок (венг. Szulok). Наряду с этим дальнейшее усиление получила группа армий «Е», так как 13 января 1945 года завершился вывод последних частей 91-го армейского корпуса в составе 22-й, 181-й и 297-й пехотных дивизий из Греции, Албании и Черногории на территорию Хорватии.
Из-за сильных холодов, плохого обмундирования и усталости частей штаб 12-го корпуса отдал 21 января приказ 16-й и 51-й дивизиям вывести по одной бригаде поочерёдно на отдых в резерв, чтобы затем таким образом привести в порядок все бригады. После этого установилось затишье до 25 января.
Бои за Чаджавицу и Новодравский канал продолжила в ночь с 25 на 26 января ударная группа в составе 8-й и 12-й бригад 51-й дивизии и 1-й бригады 16-й дивизии. Остальные части обеих дивизий проводили отвлекающий натиск по всему восточному сектору. Эти атаки также не привели к успеху. Утром бригады отступили на исходные позиции. В 16-й дивизия погибли 75 бойцов и 153 были ранены. 51-я дивизия потеряла убитыми 50 человек, 117 были ранены и 7 пропали без вести.
В конце января все соединения 3-й армии перешли к активной обороне. При этом 51-я дивизия приняла на себя позиции 16-й дивизии, которая была отведена в корпусной резерв в район Горне-Базье — Сухополе — Подравска-Cлатина — Будаковац.
В результате январских боёв на Вировитицком плацдарме из строя было выведено около 7000 солдат противника. 3-я армия также понесла большие потери. Погибли около 977 человек, были ранены 3123 человека и пропали без вести 296 человек. Больше всех потерял 12-й Воеводинский корпус, в котором погибли 654 человека, 1792 были ранены и 192 пропали без вести. Наименьшие потери понёс 6-й Славонский корпус: 145 убитыми, 489 ранеными и 61 пропавшими без вести. За весь январь войскам 3-й армии не удалось прорвать полукольцо вражеских позиций вокруг плацдарма, которое всё туже стягивалось по мере подхода новых подразделений группы армий «Е» из Боснии.
Боевые действия 3-й армии в течение января 1945 года имели целью облегчить положение 1-й армии на Сремском фронте, но они не оказали существенного влияния на развитие ситуации в Среме во время немецкой наступательной операции под условным названием «Зимняя буря» (17—21 января).

## Положение сторон на 1 февраля 1945 года
До конца января 1945 года группа армий «Ф» не смогла установить фронт на Драве и соединить его левый фланг с группой армий «Юг» в Венгрии. Линия Сремского фронта (так называемая линия Нибелунгов) пролегала к северо-западу по правому берегу Дуная от села Мохово (около города Илок) до устья Дравы, далее по правому берегу Дравы от устья вверх по течению до населённого пункта Носковци (примерно в 25 км к западу от города Дони-Михоляц). К западу от Носковци и вплоть до села Стари-Градац (примерно в 10 км к северо-западу от Вировитицы) оба берега Дравы, длиной около 45 км, находились в руках войск Красной армии и НОАЮ. Дальше на северо-запад правый берег Дравы занимали части немецкого 69-го армейского корпуса группы армий «Ф».

Вировитицкий плацдарм по состоянию на 1 февраля 1945 года

Обширный Вировитицкий плацдарм создавал брешь в оперативной расставнове немецких сил и существенно мешал немецким планам подготовки «большого наступления» в Венгрии. Верховное командование вермахта было заинтересовано в обеспечении стабильности Сремского фронта на Дунае и Драве и высвобождении войск для операции в Южной Венгрии. С этой целью ОКВ, по предложению главнокомандующего на Юго-Востоке и группы армий «Е», приняло решение провести в январе — феврале 1945 года масштабную операцию по ликвидации Вировитицкого плацдарма. Согласно замыслу, следовало сильными ударами с востока и запада разбить югославские войска на плацдарме и восстановить непрерывную линию фронта по правому берегу Дравы.
Западную группу войск операции составляли части 69-го армейского корпуса под командованием генерал-лейтенанта Хельге Аулеба общей численностью около 30 000 человек. Сюда входили 1-я казачья дивизия, хорватские 1-я ударная и 7-я горная дивизии и немецкая штурмовая бригада «Юго-Восток» (бывшая боевая группа майора Энгельбрехта). Части западной группы сосредоточивались к западу и югу от Вировитицкого плацдарма.
Восточную группу образовывали части 91-го армейского корпуса генерал-лейтенанта Вернера фон Ердмансдорфа численностью также около 30 000 человек. В неё входили 297-я пехотная дивизия (с 202-м танковым батальоном), 7-я горнопехотная дивизия CC «Принц Евгений», полицейская дивизия «Штефан», а также боевая группа «Фишер» в составе подразделений 264-й пехотной дивизии, 11-го артиллерийского полка 11-й авиаполевой дивизии, 18-го горнопехотного полицейского полка СС и 68-го танкового разведывательного батальона.
Готовящемуся к наступлению противнику противостояли измотанные двухмесячными боями и суровыми зимними условиями войска НОАЮ численностью около 49 000 человек. Учитывая нарастающую угрозу для обороны Вировитицкого плацдарма, командование 3-й армии ещё 25 января обратилось в Верховный штаб НОАЮ с просьбой о подкреплении, в том числе силами союзных советских и болгарских войск. Подкрепление на плацдарм не пришло.
По состоянию на 1 февраля на Вировитицком плацдарме сложилось следующее положение противоборствующих сторон:
- Западный сектор плацдарма — 36-я дивизия в составе трёх пехотных и одной артиллерийской бригад занимала позиции к востоку от Питомачи, начинавшиеся у реки Драва у Нового Марофа[укр.], далее пролегавшие через Велика-Чрешневицу[укр.] до вершины Дугачка-Коса на Било-Горе. Дивизии противостояла 2-я бригада 1-й казачьей дивизии СС, немецкая штурмовая бригада «Юго-Восток» в Подравине и 1-й усташский полк бригады охраны поглавника на Било-Горе[22][71][72].
- Южный сектор — здесь держали оборону 32-я, 33-я дивизии и 1-я Загорская бригада 10-го Загребского корпуса. Корпусу были тактически подчиненны 12-я Пролетарская ударная бригада и 2 батальона 4-й бригады 12-й Славонской ударной дивизии, а также 40-я дивизия. Их линия обороны проходила от левого фланга 36-й дивизии на юг до потока Грджевица около Горня-Ковачицы[укр.], далее она продолжалась от Грджевицы у села Велика-Барна[укр.] к югу и тянулась западнее Велики-Зденци[укр.] и по берегу реки Илова до Антуноваца. На стороне противника в районе Велика-Писаницы и Бьеловара располагалась хорватская 1-я ударная дивизия. В районе населённых пунктов Велики-Грджевац, Херцеговац и Гарешница была сосредоточена 1-я бригада 1-й казачьей дивизии, а также 69-й отдельный сибирский дивизион[73][72].
- Восточный сектор — линия обороны проходила от берега Дравы на юг через населённые пункты Вранешевци[укр.] — Кривая-Пустара[укр.] — Брештановци[укр.] — Велики-Растовац[укр.] — Обрадовци[укр.] — Зденци — Рушево[укр.] — Плетерница. Здесь оборонялись 16-я и 51-я дивизии 12-го корпуса, а также три бригады 12-й Славонской ударной дивизии (Осиекская, 1-я Чехословацкая и два батальона 4-й бригады). Группировка противника в районе населённых пунктов Чаджавица, Црнац, Джурдженовац и Нашице состояла из 2-й усташской бригады (15-й 16-й и 18-й батальоны), немецкого 893-го гренадерского полка 264-й пехотной дивизии и четырёх полицейских батальонов СС. В районе Осиека, Джяково и Винковци располагались 7-я горнопехотная дивизия СС «Принц Евгений», 11-я авиаполевая дивизия и 297-я дивизия. Возле города Нова-Градишка была сосредоточена хорватская 7-я горная дивизия[58][74][72].

## Операция «Оборотень» — ликвидация плацдарма
Операция по ликвидации плацдарма с условным названием «Оборотень» (нем. Werwolf) проводилась под командованием штаба группы армий «Е» силами 69-го и 91-го армейских корпусов. Начало операции было назначено на 6 февраля 1945 года. В наступлении задействовались 6 дивизий. Общая численность войск составляла около 60 000 человек. Их действия поддерживали около 50 танков и 200 артиллерийских орудий. В соответствии с планом, 91-й корпус наносил основной удар с востока на направлении Нашице — Подравска-Слатина — Вировитица главными силами 297-й пехотной дивизии, 7-й горнопехотной дивизии СС «Принц Евгений» и 202-го танкового батальона. Его задачей было рассечь оборону 3-й армии и, соединившись в районе Вировитицы с частями 69-го корпуса, уничтожить плацдарм. Частям 7-й дивизии СС также предстояло действовать на вспомогательном направлении Славонски-Брод — Кутьево. Этим преследовалась цель отвлечения и связывания партизанских формирований. Боевая группа «Фишер» основными силами наступала из района Чаджавицы к Подравска-Слатине и остальными подразделениями — от села Носковци вдоль Дравы, обеспечивая защиту правого фланга 91-го корпуса. 69-й корпус атаковал с запада на направлении Бьеловар — Вировитица частями 1-й и 2-й бригад 1-й казачьей дивизии СС и штурмовой бригады «Юго-Восток», а также боевой группы «Мошков». 7-я усташско-домобранская дивизия продвигалась из района Капела — Батрина в направлении Пожегской котловины, где должна была соединиться с частями 7-й дивизии СС.

Схема военных действий в ходе немецкой наступательной операции «Оборотень», 6—10 февраля 1945 года

6 февраля в 6:30 утра началось наступление немецких и усташско-домобранских войск при поддержке артиллерии и танков. В течение дня 91-й корпус занял Феричанци, Ораховицу и Чачинци. На следующий день 7 февраля пали Миклеуш и Вочин, а 8 февраля — Подравска-Слатина. 69-й армейский корпус занял ряд позиций на Било-Горе, а в зоне обороны 40-й дивизии овладел населёнными пунктами Велика-Барна, Грубишно-Поле, Велика-Ператовица, Иваново-Село и Растовац. Видя угрозу возможного соединения наступающих фланговых колонн 69-го и 91-го корпусов, штаб 10-го корпуса срочно перебросил 33-ю дивизию в район сёл Мали- и Велики-Бастаи и тем предотвратил прорыв 1-й козачьей бригады к селу Пивница. На восточном секторе плацдарма 91-й корпус продолжал продвижение к Вировитице, моментами создавая для партизанских бригад драматические ситуации.
В этой обстановке штаб 3-й армии, по согласованию с Верховным штабом, отдал 8 февраля приказ корпусам и вверенным частям:
- переправить 8—9 февраля на левый берег Дравы артиллерийские орудия, за исключением горных, все склады и санитарные подразделения[76];
- 36-й дивизии отвести войска на линию река Драва — Нетеча — Горне-Базие — Диелка — Драва и оборонять этот плацдарм (так называемый малый плацдарм) «любой ценой», пока части 12-го корпуса не переправятся на левый берег[76];
- 16-й и 51-й дивизиям отвести войска на левый берег Дравы в течение 9 февраля и ночи с 9 на 10 февраля;
- 6-му Славонскому и 10-му Загребскому корпусам оставаться в Славонии с задачей выхода в тылы и на фланги наступающих колонн 69-го и 91-го корпусов, а затем, опираясь на горные массивы Папука и Псуни, действовать на коммуникациях неприятеля. 6-му корпусу — на участке дороги от Джяково до Вировитицы, а 10-му корпусу — от Пакраца до Славонска-Пожеги[76].

9 февраля немецкие корпуса продолжили скоординированные атаки при поддержке артиллерии и танков на фронте от реки Драва у Питомачи, через восточные склоны Било-Горы, а также на востоке от Сухополе и до реки Драва возле населённого пункта Вашка. На большинстве участков наступления немецкого 91-го армейского корпуса бригады 12-го Воеводинского корпуса оказывали незначительное сопротивление и организованно отступали. Ожесточённые бои состоялись только на направлении Цабуна — Сухополе — Вировитица. В ходе схватки 16-я Воеводинская дивизия вывела из строя два немецких танка, потеряв при этом четыре своих противотанковые пушки. Однако подразделения 297-й пехотной дивизии преодолели сопротивление воеводинцев и к 10 часам утра овладели городом Вировитица. Вместе с тем подразделения 7-й дивизии СС «Принц Евгений» встретили упорное сопротивление 12-й дивизии на линии обороны от села Кузма до Клисы и не смогли прорваться на соединение с 1-й казачьей бригадой. В одном из этих тяжёлых боев с эсэсовцами погиб командир 1-й Чехословацкой бригады Йосип Ружичка. В то же время части 6-го и 10-го корпусов сорвали попытку подразделений 69-го корпуса пробиться в районе истоков реки Илова и на склонах Било-Горы на линии от Бастаи до села Велика-Ператовица для выхода на соединение с дивизией «Принц Евгений». Около полудня началось быстрое отступление к малому плацдарму частей 12-го корпуса и Осиекской бригады. К 14 часам подразделения 69-го и 91-го армейских корпусов вышли на подступы к малому плацдарму. Завязались ожесточённые бои на последнем рубеже обороны, но части 36-й и 51-й дивизий упорно защищали плацдарм и отбили все атаки около села Диелка.
В ночь с 9 на 10 февраля последние подразделения 12-го Воеводинского корпуса организованно оставили малый плацдарм и перешли по понтонному мосту на левый берег Дравы. После этого мост был демонтирован. Около 4:30 утра оставшиеся защитники плацдарма из состава 36-й Воеводинской дивизии переправились на лодках на венгерскую территорию. Кроме 12-го корпуса, на левый берег ранее переместились Осиекская бригада, эвакуированные раненые 6-го и 10-го корпусов, а также более тысячи беженцев из Славонии.
В течение 10—11 февраля части 6-го и 10-го корпусов вели ожесточённые бои с 7-й дивизией, 1-й казачьей бригадой СС и боевой группой «Мошков» на северных склонах Папука, западнее от Вочина, а также на восточных склонах Било-Горы. После этого 10-й корпус отступил в район Кончаница — Рибняци — Дарувар — Бадлевина. 12-я дивизия отошла в район Велика — Каптол — Ветово, в то время как 40-я дивизия заняла оборону на подступах к освобождённой территории в районе Банова-Яруга — Окучани. Этим завершилась оборона Вировитицкого плацдарма.

## Потери сторон

### Потери НОАЮ и 233-й стрелковой дивизии РККА
За время двухмесячных боёв на плацдарме, соответственно с 10 декабря 1944 года на западном секторе, с 1 января на восточном и с 10 января на южном секторе, соединения НОАЮ понесли следующие потери:

— 6-й корпус: 322 человек убитых, 812 раненых, 51 человек пропал без вести и 6 попали в плен;

— 10-й корпус: 340 человек убитых, 1458 раненых, 181 человек пропал без вести и 23 попали в плен;

— 12-й корпус: 1116 человек убитых, 3036 раненых, 1073 человека пропали без вести и 58 попали в плен.
Общие потери трёх корпусов составили 1778 человек убитых, 5306 раненых, 1305 пропали без вести и 87 бойцов попали в плен. Кроме людских жертв, три корпуса имели значительные потери различного вооружения. Потери 3-й армии за период немецкого наступления с 6 по 10 февраля составили 347 человек убитыми, 656 человек ранеными и 646 — пропавшими без вести.
Русскоязычные источники содержат вышеизложенные данные о потерях 233-й стрелковой дивизии в бою в Питомаче. Историк Трифкович дополняет их сведениями о 15 убитых и 21 раненом солдате в боевых столкновениях и акциях разведывательного характера 2, 3 и 8 января 1945 года.

### Потери вермахта и усташско-домобранских войск
В ходе боёв за Вировитицкий плацдарм немецкие и хорватские войска (хорв. hrvatske postrojbe) понесли значительные потери, как в людях так и в технике. Численные данные о людских потерях противоречивы. Считается, что потери личного состава немецких и хорватских частей соразмерны, если не превосходят потери партизанских корпусов. Только лишь общие потери 69-го и 91-го немецких армейских корпусов в ходе операции «Оборотень» оцениваются в около 3500 убитых и раненых. Кроме того, 181 солдат противника были взяты в плен, из них больше всего из казачьей дивизии. Незначительное количество пленных с обеих сторон свидетельствует об ожесточённости борьбы.

## Сведения об участии советских граждан в боях на плацдарме в составе НОАЮ
В боевых действиях на Вировитицком плацдарме граждане СССР принимали участие не только в составе немецкой 1-й казачьей дивизии и противостоящих ей частей РККА. Кроме около 5000 военнослужащих 233-й стрелковой дивизии, непосредственно в рядах 6-го и 10-го корпусов НОАЮ сражались свыше 500 советских граждан, бывших военнопленных, а также принудительных рабочих (остарбайтеров), насильно мобилизованных фашистами на временно оккупированных территориях СССР и бежавших из неволи к югославским партизанам. Они воевали рядовыми бойцами и командирами практически во всех бригадах, оборонявших плацдарм. Большинство из них действовали в составе «русских» подразделений, состоящих из советских граждан разных национальностей, в Осиекской ударной бригаде 12-й ударной дивизии 6-го Славонского корпуса и 1-й Мославинской бригаде 33-й дивизии 10-го Загребского корпуса.
По состоянию на 31 декабря 1944 года в 6-м корпусе числились 374 советских бойца, в том числе 49 на командирских должностях, в 10-м корпусе — 178 бойцов.
Пример участия советских людей в боях за Вировитицкий плацдарм и обстановки того времени иллюстрируют донесения 12-й Славонской ударной дивизии штабу 6-го корпуса от 29 декабря 1944 года, а также 18-й Славонской ударной бригады штабу 40-й дивизии от 3 января 1945 года. Так, 29 декабря 1944 года, по приказу 6-го корпуса, из района населённого пункта Леваньска-Варош в расположение советских войск на Вировитицком плацдарме убыла «русская» рота 3-го батальона Осиекской ударной бригады. Бойцы отправились в пеший поход, имея на вооружении 4 ручных пулемёта (сербохорв.  puškomitraljezа), 1 лёгкий пулемёт (сербохорв.  laki mitraljez), 1 лёгкий миномёт, 4 автомата (сербохорв. šmajsera), 35 винтовок, 37 гранат, 2700 винтовочных патронов, 3500 пулемётных патронов, 370 автоматных патронов.
После прибытия «русской» роты в Вировитицу она была временно придана для усиления 3-му батальону 18-й Славонской ударной бригады. 3 января 1945 года советские бойцы приняли участие в контрударе 32-й, 33-й и 40-й дивизии на западном секторе обороны Вировитицкого плацдарма. 3-му батальону 18-й бригады и советской роте была поставлена задача взять немецкие позиции на участке от высоты 223 (Голо-Брдо) до высоты 160 включительно, занятые подразделениями 1-й казачьей дивизии СС численностью около 350 человек. Атака началась ночью в 1 час 15 минут. Бой был ожесточённым. Передний опорный пункт казаков располагался на высоте 149 южнее Голо-Брдо, что исключало фактор внезапности атаки. Оборону противника усиливали тяжёлые миномёты. Под их прикрытием казаки контратаковали наступающих и дважды вынуждали их отойти. Третья атака партизан закончилась победой. В 3 часа 45 минут казаки были окончательно выбиты с высот и отступили к селу Шпишич-Буковица.
13 января 1945 года штаб 3-й армии отдал приказ собрать в селе Цабуна, расположенном недалеко от Подравска-Слатины, всех советских бойцов, независимо от того, кто, когда и как вступил в ряды НОАЮ. Комиссарам подразделений предписывалось составить на каждого бойца характеристику. Из Цабуны их должны были до 25 января отправить в штаб 3-й армии для дальнейшего следования в расположение Красной армии на Вировитицком плацдарме. В указанный пункт прибыли несколько групп советских бойцов. Остальные из-за сложной военной обстановки продолжали сражаться в частях НОАЮ.

## Последующие события
Вслед за операцией «Оборотень» немецкое командование предприняло в период с 14 по 22 февраля 1945 года новую попытку очистить Славонию от партизан и тем обеспечить безопасность тыла своего фронта на Драве, Дунае и в Среме до весеннего стратегического наступления в Южной Венгрии. В операции под условным названием «Папук» участвовали немецкие и хорватские соединения: 1-я бригада 1-й казачьей дивизии СС, 7-я добровольческая горнопехотная дивизия СС «Принц Евгений», 1-я ударная дивизия, 7-я усташско-домобранская горная дивизия, бригада охраны поглавника и ряд полицейских частей. Несмотря на сопротивление партизан, немецкие и усташско-домобранские войска овладели большей частью свободной территории Славонии и взяли под контроль почти все линии коммуникаций. Однако уничтожить основные силы 6-го и 10-го корпусов они не смогли. Под контролем 6-го корпуса остался район Папука и Псуни. 10-й корпус продолжал удерживать часть Мославины и Било-Горы.
Дивизии 12-го Воеводинского корпуса и Осиекская ударная бригада после переправы на левый берег Дравы пребывали до 23 февраля 1945 года на отдыхе и пополнении. После этого они заняли позиции вдоль берега Дравы от села Торьанци до села Плавна на Дунае, где в кровопролитных боях с 6 по 22 марта 1945 года совместно с частями 3-го Украинского фронта и 1-й Болгарской армии одержали победу над немецкими войсками 91-го армейского корпуса в Болманской битве.

## Итоги
Двухмесячные бои на Вировитицком плацдарме не завершились для НОАЮ достижением значительных оперативных результатов. Целью боевых действий 6-го, 10-го и 12-го корпусов являлась поддержка усилий югославских, советских и болгарских войск, направленных на прорыв немецкой обороны на Сремском фронте. Однако все они, в том числе создание Вировитицкого плацдарма, проводились ограниченными силами и не синхронизировались с действиями НОАЮ на фронте в Среме. Части 6-го, 10-го и 12-го корпусов были рассредоточены на широком пространстве, а силы, которые атаковали в направлении Сремского фронта, были недостаточны, чтобы угрожать его стабильности. Роль подразделений 233-й стрелковой дивизии РККА при этом была сведена к решению оборонительных задач. Поэтому боевые действия на Вировитицком плацдарме не могли отвлечь немецкие войска со Сремского фронта и тем самым позволить югославским и советским войскам прорвать немецкую оборону. С другой стороны, подразделения 6-го и 10-го корпусов, помимо наступательных задач, должны были защищать большую свободную территорию от внезапных и других действий противника. Тем не менее, независимо от всех этих обстоятельств, немцы видели угрозу их тылу со стороны Вировитицкого плацдарма и постепенно накапливали новые силы, чтобы в решающий момент приступить к ликвидации плацдарма.
Согласно мнению историка К. М. Александрова, активные наступательные действия 2-й бригады 1-й казачьей дивизии вдоль Дравы и линии коммуникации Копривница — Джюрджевац — Клоштар — Питомача — Стари-Градац — Лозан — Вировитица предотвратили в декабре 1944 года попытку создания опорного плацдарма на южном берегу реки Дравы для совместного наступления частей 57-й армии и югославских войск вглубь Хорватии в направлении Загреба. Вместе с тем историк Клаус Шмидер считает, что этот успех был возможен лишь ввиду ограниченного советского участия в боевых действиях на хорватской территории. Задействование советских войск в масштабе, сопоставимым с Белградской операцией, привело бы к полному развалу позиций 69-го армейского корпуса особого назначения в Славонии и, вероятно, всего театра военных действий на Юго-Востоке.
С оперативной и стратегической точки зрения ликвидация Вировитицкого плацдарма и последующая операция «Папук» обеспечили главнокомандующему на Юго-Востоке стабильность фронта на Драве и Дунае, в Среме и Боснии. Успех операции «Оборотень» был достигнут значительным превосходством сил войск группы армий «Е» над частями 3-й армии НОАЮ (60 000 человек : 49 000 человек). Особенное преимущество противнику создавали танки, превосходство в артиллерии и лучшая организация управления войсками.
Анализируя итоги операции «Оборотень», историк Карл Хниликка писал, что несмотря на изначально упорное сопротивление частей НОАЮ, наступавшим с восточного направления немецким войскам удалось скоро продвинуться вперед; только казачья бригада наступала недостаточно быстро. По этой причине расчленённые силы противника (войска НОАЮ) выиграли время, чтобы отвести свои части на север, на левый берег Дравы, а также на юг, в горы, где они местами ещё долго оказывали упорное сопротивление. Хотя за несколько дней группе армий «Е» удалось ликвидировать разрыв линии фронта, партизаны сумели вовремя увернуться и затем снова стать опасными в другом месте, как это почти всегда бывало при подобных операциях. Несмотря на немедленно организованное преследование в горах, в течение последующих недель не удалось нанести поражение партизанам, так что горы Папук оставались источником опасности в тылу фронта.
Бои на плацдарме были первой широкомасштабной армейской фронтовой операцией 3-й армии и трёх партизанских корпусов, проводимой практически в тылу противника на большой территории Мославины, Подравины и западной Славонии, простиравшейся с востока на запад на 120 км и с севера на юг на 80 км. Операция продолжалась 64 дня (с паузой между этапами в 10 дней). Из-за боёв на Вировитицком плацдарме начало большого немецкого наступления под Балатоном было сдвинуто с 20 февраля на 6 марта 1945 года. Наиболее сложной задачей для югославского командования во время второго этапа боевых действий на плацдарме стало обеспечение отвода на левый берег Дравы частей 12-го корпуса. Эта задача была успешно выполнена в полном объёме.
Создание 3-й армии в момент наивысшего обострения обстановки в обороне плацдарма было наилучшим способом обеспечить успешную координацию и взаимодействие соединений и партизанских отрядов. Штаб 3-й армии принял командование над всеми тремя корпусами, не нарушив действовавшую систему управления и ответственности. На штаб 10-го Загребского корпуса было возложено командование западным сектором Вировитицкого плацдарма. Восточным сектором руководил штаб 6-го Славонского корпуса.
Подводя итог битвы за плацдарм, командование 3-й армии в донесении Верховному штабу НОАЮ от 16 февраля 1945 года отметило физическую усталость войск постоянными оборонительными или наступательными боями. Нехватка зимнего обмундирования приводила к многочисленным обморожениям солдат, влекущим за собой ампутации конечностей. Тем не менее, штаб армии дал высокую оценку морали и боевого духа бойцов. Оборона плацдарма явила примеры массового героизма и самопожертвования его защитников. Даже в дни февральского наступления противника, в условиях танковых прорывов и окружения некоторых подразделений, практически не наблюдалось паники. 3-я армия НОАЮ не дала более сильному противнику разбить себя. Она организованно вывела на левый берег Дравы, на Папук, Било-Гору и Мославину основные силы обороняющихся. На контролируемую Красной армией территорию в Венгрии были эвакуированы тысячи гражданских лиц и раненые из состава 6-го и 10-го корпусов.

## Cм. также
- Сремский фронт

## Комментарии
1. ↑  8—10 декабря 1944 года на плацдарм переправились 703-й и 734-й стрелковые полки 233-й стрелковой дивизии, усиленные 5-м и 23-м отдельными огнемётными батальонами. К концу месяца 5-й батальон вернулся в Венгрию, а силы на плацдарме пополнились 572-м стрелковым полком. Артиллерию дивизии составляли 648-й артполк и 321-й отдельный противотанковый дивизион. Дивизия имела 37 артиллерийских орудий, из которых семь были тяжёлыми, а также 48 миномётов. В середине месяца 233-я стрелковая дивизия насчитывала 4161 человек. С учётом пополнения общее количество советских солдат, прямо или косвенно вовлечённых в действия на западном секторе Вировитицкого плацдарма, не превышало 5000 человек[11].
2. ↑  Согласно комментарию сербского историка Гая Трифковича, в журнале боевых действий 3-го УФ говорится, что эти части «выбили врага» из Вировитицы, Питомачи и Сухополя, перерезав «главное сообщение 2-й немецкой танковой армии». По оценке Трифковича, эти данные не соответствуют фактической ситуации и предназначены исключительно для того, чтобы приукрасить военную историю участвующих подразделений. Все эти населённые пункты были освобождены в октябре 6-м и 10-м корпусами НОАЮ. Также историк отмечает, что неясно, какую линию коммуникации противника прервали полки 233-й стрелковой дивизии. Если это самая короткая связь с немецким фронтом в Среме, то она была прервана уже с падением Барча, но главная линия сообщения — железная дорога между Винковци и Загребом — по-прежнему оставалась в руках стран «оси» до последних дней войны[12].
3. ↑  В ходе боевых действий в октябре — ноябре 1944 года общие потери войск групп армий «Е» и «Ф» составили более 50 000 человек. Потери оружия и военной техники соответствовали суммарному материальному оснащению около 3-4 дивизий. Переброска подкреплений задерживалась действиями партизан, отдалённостью расстояний, сложными условиями горной местности и другими факторами. Чтобы пополнить оставшие военные части, фельдмаршал фон Вейхс вынужден был расформировывать сильно поредевшие соединения. 29 октября 1944 года штаб группы армий «Ф» переместился в Загреб. Поскольку командование сомневалось в длительной устойчивости расположенных южнее Дравы фронтов на Дрине и в Среме, группе армий «Ф» было поручено: наряду с защитой всеми силами северных и северо-восточных границ НГХ, предусмотреть запасные позиции с целью сокращения линии фронта на Драве[16].
4. ↑  Большая освобождённая территория в Подравине и Славонии представляла реальные возможности для использования в качестве плацдарма, на который можно было бы перебросить значительные силы, способные поставить под угрозу тыл неприятельских войск на Сремском фронте. Это позволило бы подразделениям 1-го Пролетарского корпуса и советскому 68-му стрелковому корпусу прорваться в декабрьском наступлении в направлении Вуковара, Винковци и Брчко[17].
5. ↑  12 декабря 1944 года главнокомандующий на Юго-Востоке фон Вейхс отметил в дневнике: «Все теперь существенно зависит от передвижения группы армий «E», сильно подверженного влияниям погодных условий». 20 декабря аналитический отдел Генштаба докладывал: « …Кажется подтверждаются ранние предположения, что ведение боевых действий на территории бывшей Югославии будет по политическим соображениям возложено на НОАЮ и болгарские войска». Вместе с тем, аналитики немецкого Генштаба и далее считались с угрозой, исходящей от Вировитицкого плацдарма. В докладной записке аналитического отдела от 27 декабря прогнозируется возможность переброски отдельных соединений НОАЮ на Дравский участок фронта с целью поддержки ударами с тыла болгарских войск, действующих на Сремском фронте, а также укрепления собственной группировки в районе Вировитицы[16].
6. ↑  Согласно записи в журнале боевых действий 57-й армии от 10 декабря 1944 года, командованию 233-й стрелковой дивизии надлежало: «…установить связь и организовать взаимодействие с частями НОАЮ и привлечь их для обороны указанных для дивизии пунктов с обязательным расположением сильных гарнизонов в узлах дорог Подравска-Слатина, Сухополе, Булавец, Джюрджевац. Поставить задачу 6-му ск НОАЮ частью сил форсировать р. Драва в районе Молве, Визвар с задачей захватить район Берзенце (венгерский населённый пункт Берценс, венг. Berzence) и удерживать его до подхода наших частей»[24].
7. ↑  Историк К. М. Александров писал, что несмотря на то, что советское командование всего за несколько часов до падения Питомачи расстреляло взятых тем же утром в плен казаков, ответных репрессий по отношению к пленным красноармейцам не последовало. Напротив, командиру 5-го Донского полка И. Н. Кононову пришлось издать 30 декабря 1944 года курьёзный приказ № 194, в котором он описывал, как войдя в помещение охранения пленных, он нашёл конвоиров и пленных, сидящих в одном нижнем белье, играющих друг с другом в карты, выпивающих и закусывающих, а оружие охраны при этом всё было сложено на солому возле пленных. Заключительными словами приказа были такие: «Понятно, что к военнопленным нужно относиться очень хорошо, но…»[36]
8. ↑  Как пишет Гай Трифкович, оставшееся время дивизия окапывалась. Для укрепления позиций на плацдарме и вокруг города Барч ею было вырыто 32 километра траншей, построено 185 земляных бункеров и заложено более 2600 мин. Для этих работ использовалось также местное население[41].
9. ↑  Немецкий историк Клаус Шмидер характеризует участие советских войск в декабрьском наступлении на Сремском фронте как половинчатое и предполагает, что союзная сторона спекулировала на быстром крахе немецкой обороны[46].
10. ↑  Боевая группа под командованием генерала Анте Мошкова (хорв. Ante Moškov) в составе 1-й ударной дивизии и 1-го полка бригады охраны поглавника[74].
11. ↑  Историк Гай Трифкович приводит противоречивые оценки советской и югославской стороны по отношению к сотрудничеству в ходе боёв на плацдарме. Так, хроникёр 33-й дивизии НОАЮ отмечал, что 233-я стрелковая дивизия не принимала активного участия в боях на западном секторе плацдарма, которые длились после 26 декабря 1944 года до середины первой недели января 1945 года. Вместе с тем штаб 233-й дивизии оценил сотрудничество с НОАЮ, как «хорошо» организованное, а штаб армии упоминал об участии партизанских подразделений в одной успешной контратаке к северо-западу от Вировитицы. В то же время зафиксирована одна поставка партизанам оружия и боеприпасов в количестве 30 немецких пулемётов, 105 440 патронов и 200 миномётных мин калибра 82 мм[89].